# Cristina Grigoraș
Cristina Elena Grigoraş (Satu Mare, 11 febbraio 1966) è un'ex ginnasta rumena.

## Palmarès

### Olimpiadi
- 2 medaglie:
  - 1 oro (Los Angeles 1984 a squadre)
  - 1 argento (Mosca 1980 a squadre)

### Europei
- 4 medaglie:
  - 1 oro (Madrid 1981 nel volteggio)
  - 2 argenti (Madrid 1981 nel concorso individuale; Madrid 1981 nelle parallele asimmetriche)
  - 1 bronzo (Madrid 1981 nel corpo libero)